# Voy a quedarme
Voy a quedarme è un singolo del cantante spagnolo Blas Cantó, pubblicato il 10 febbraio 2021 su etichetta discografica Warner Music Spain.
Il brano è stato selezionato per rappresentare la Spagna all'Eurovision Song Contest 2021.

## Descrizione
Nel 2020 l'emittente radiotelevisiva spagnola RTVE ha selezionato internamente Blas Cantó e la sua canzone Universo per rappresentare il paese all'Eurovision Song Contest 2020. Immediatamente dopo l'annuncio della cancellazione dell'evento a marzo 2020, RTVE ha riconfermato Blas Cantó come rappresentante nazionale per l'edizione successiva.
Per selezionare la nuova canzone eurovisiva, il 20 febbraio 2021 RTVE ha organizzato un evento televisivo, Destino Eurovisión, dove il pubblico ha potuto scegliere in due round di votazione il brano vincitore fra due singoli pubblicati dal cantante dieci giorni prima, Voy a quedarme e Memoria. Il primo è risultato il vincitore con il 58% dei voti totali, dando al cantante la possibilità di presentarlo sul palco eurovisivo a Rotterdam nel maggio successivo. Nel maggio successivo, Blas Cantó si è esibito nella finale eurovisiva, dove si è piazzato al 24º posto su 26 partecipanti con 6 punti totalizzati.

## Tracce
Testi e musiche di Blas Cantó, Leroy Sanchez, Daniel "Dangelo" Ortega e Dan Hammond.
1. Voy a quedarme – 3:02

## Classifiche
| Classifica (2021) | Posizione massima |
| ----------------- | ----------------- |
| Lituania          | 87                |